# Etničke grupe Američke Samoe
Etničke grupe Američke Samoe: 68,000 (UN Country Population; 2008). Devet naroda.
- Angloamerikanci, 1,300
- Euronezijci 4,700. Govore engleski
- Filipinci 800
- Mandarinski Kinezi 200
- Japanci 1,200
- Korejci 700
- Samoanci 58,000
- Tokelauanci (Tokelauci) 100 (7,900 u 3 zemlje)
- Tonganci 900

## Vanjske poveznice
- American Samoa